# Гол
Гол у спорту представља физички објекат у којој нападачки тим мора да пошаље лопту или пак како би постигао поене. У неколико спортова, гол је једини метод бодовања, па се коначни резултат изражава у укупном броју голова које је сваки тим постигао. У другим спортовима, циљ може бити један од неколико метода бодовања.
Изглед гола варира од спорта до спорта. Најчешће је то правоугаона структура која се налази на сваком крају терена. Свака конструкција се обично састоји од два вертикална стуба, који се називају стубови за циљеве, који подупиру хоризонталну пречку. Линија циља је означена на површини за игру између стубова гола и разграничава циљну област. Према томе, циљ је послати лопту или пак између стубова голова, испод или преко пречке (зависно од спорта), и преко линије гола. Посебна подврста голова постоји код спортова са кошем (где спадају кошарка, нетбал и корфбал) где је циљ убацити лопту у прстенасти гол налик на обруч корпе који се назива кошем (од речи кош, у смислу корпа, и лопта су и настали називи кошарка и корфбал). Без обзира на облик, структура гола је често пропраћена помоћном мрежом која зауставља или успорава лопту када је погодак постигнут.
Слављење гола је уобичајено. Обично се изводи од стране стрелаца који су постигли гол, и може да укључује његове или њене саиграче, менаџере или тренере или навијаче тима. У многим тимским спортовима који укључују постизање голова, голман је одређени играч задужен за директно спречавање противничке екипе да постигне погодак пресретањем шута на гол. Гол треба разликовати од аутогола који представља догађај у којем играч постигне гол на својој страни простора за игру, а не оној коју је бранио противник. Аутоголови понекад произлазе из дефанзивне снаге противника.

## Референца
1. ↑  „Wayback Machine” (PDF). web.archive.org. 2013-05-11. Архивирано из оригинала 11. 05. 2013. г. Приступљено 2019-06-11.
2. ↑  „own goal”. TheFreeDictionary.com. Приступљено 2019-06-11.